# ترا نوا (کشتی)
ترا نوا (کشتی) (به انگلیسی: Terra Nova (ship)) یک کشتی بود که طول آن ۱۸۷ فوت (۵۷ متر) بود. این کشتی در سال ۱۸۸۴ ساخته شد.